# Окул (Свентокшиське воєводство)
Окул (пол. Okół) — село в Польщі, у гміні Балтув Островецького повіту Свентокшиського воєводства.
Населення — 781 особа (2011).
У 1975—1998 роках село належало до Келецького воєводства.

## Демографія
Демографічна структура на день 31 березня 2011 року:
|          | Загалом | Допрацездатний вік | Працездатний вік | Постпрацездатний вік |
| -------- | ------- | ------------------ | ---------------- | -------------------- |
| Чоловіки | 381     | 50                 | 275              | 56                   |
| Жінки    | 400     | 69                 | 198              | 133                  |
| Разом    | 781     | 119                | 473              | 189                  |